# Trans Air Cargo Services
Trans Air Cargo Services is een Congolese luchtvaartmaatschappij met haar thuisbasis in Kinshasa.

## Geschiedenis
Trans Air Cargo Services is opgericht in 2004.

## Vloot
De vloot van Trans Air Cargo Services bestaat uit:(juli 2016)
- 1 Douglas DC-8-70
- 1 Douglas DC-8-60